# Mattos Nascimento
Mattos Nascimento, nome artístico de Matusael do Nascimento (Rio de Janeiro, 2 de junho de 1954), é um músico, cantor e compositor evangélico brasileiro.
Na década de 1980, participou como instrumentista "freelancer" de algumas bandas. Depois de retornar à igreja, tem se dedicado exclusivamente à carreira solo, gravando mais de 75 álbuns. O cantor foi o pioneiro de sua família no mundo da música cristã. O cantor já fez parte da Som Livre  fez parte da  gravadora Louvor Eterno, entre outras e atualmente faz parte da gravadora Avance Music, onde já gravou o primeiro DVD em Goiânia.
Mattos Nascimento foi eleito deputado federal pelo Rio de Janeiro nas eleições de 1998, onde exerceu seu mandato de 1999 a 2003.
Nas eleições de 2018, Mattos Nascimento foi candidato a senador pelo estado do Rio de Janeiro pelo Partido Renovador Trabalhista Brasileiro (PRTB). No pleito, Mattos obteve 173.968 votos (1,25% do total de votos válidos), não se elegendo ao cargo disputado. Atualmente o artista se dedica ao que realmente ama, sua música, seu ministério. Segue atendendo igrejas, prefeituras, shows gospel e lançando musica nas plataformas digitais.

## Discografia Oficial
- 1986: Melo do Machão[3]/Um Grande Amor[4]
- 1991: Oh, Glória!
- 1992: Quer Vitória?
- 1992: Música e Testemunho (Lembranças)
- 1993: Jesus é o Rei
- 1994: Especial Rio Sampa (Ao Vivo)
- 1995: Rei dos Reis
- 1996: Céu de Luz
- 1997: O Melhor de Mattos Nascimento (Ao Vivo)
- 1997: Músicas Inéditas (Ao Vivo)
- 1998: Harpa Cristã
- 1998: Sou Vencedor
- 1998: Muito Feliz
- 1999: Parece até um Sonho
- 1999: Na Casa de Deus (Ao Vivo)
- 2000: Você já Imaginou?
- 2001: In Concert Vol. I (Ao Vivo)
- 2001: In Concert Vol. II (Ao Vivo)
- 2001: Só Alegria (Liberdade como título alternativo)
- 2002: A Sombra do Onipotente Descansará
- 2002: MN e os Amigos da Line Records
- 2002: Levanta a Bandeira
- 2003: Jesus tem Misericórdia!
- 2003: Jesus Salva e dá Vitória
- 2003: Exclusive For United States (Exclusivo para EUA)
- 2003: Manda Glória (Exclusivo para EUA)
- 2003: Só Ele é Santo (Exclusivo para EUA e Canadá)
- 2003: Em Águas Profundas
- 2003: Eu sou Crente de Vitória
- 2003: Quem dá Felicidade é Jesus de Nazaré
- 2004: Jesús El Nazareno(Exclusivo para Espanha)
- 2004: CD Exclusivo para Suíça
- 2004: Vem!
- 2004: Jesus vai Curar
- 2004: Na Unção do Primeiro Amor
- 2005: Arma Poderosa
- 2005: As Primeiras Canções(Coletânea)
- 2005: Grite Para Todo Mundo Ouvir
- 2005: A Vitória é Minha Pelo Sangue de Jesus
- 2006: Em Cabo Frio (Ao Vivo)
- 2006: Só Forró & Reggae (Coletânea)
- 2006: Jesus Ama a África (Exclusivo para África)
- 2007: Filho Pródigo (Sangue Verdadeiro como título alternativo)
- 2007: Hoje Deus Vai Curar
- 2009: Abra a Porta pra Mim
- 2009: O Crente é Duro de Morrer
- 2009: Mattos Nascimento pela Som Livre (Ao Vivo)
- 2010: Sai Depressão!
- 2011: Fazendo Missões
- 2012: Cidade Mundial
- 2013: O Sonho de José
- 2013: MN & Jura Voz Só a Mão de Deus sobre Mim
- 2013: Clame a Ele
- 2013: Nada Igual (Álbum triplo)
- 2014: Resgatando Vidas
- 2014: Presente e Passado (Álbum triplo)
- 2014: Harpa Cristã
- 2015: Ora Que Melhora
- 2017: Estou Na Fila
- 2019: Autor da Fé
- 2024: DVD em Goiânia

## Participações em outros projetos
Como artista convidado:
- 1991 - Amigo Meu - Shirley Carvalhaes (música "Solução")
- 2010 - Vencedor - Raiz Coral (música "O Cordeiro")[5]
- 2011 - Para Sempre: Lenilton & Amigos (música "Herói dos heróis")[6]
- 2020 - Ao Vivo - Jairo Bonfim (música "Eu Agora Sou de Deus")

Como instrumentista:
- 1985 - Água Viva - J. Neto - Bateria, pistom (trompete), trombone
- 1988 - Bora-Bora - Os Paralamas do Sucesso - Metais
- 1988 - Resposta - J. Neto - Metais
- 1989 - Big Bang - Os Paralamas do Sucesso -  Trombone e Vocal
- 1989 - O Nome - J. Neto - Trombone (na música "Alegria da Manhã")
- 1990 - Diga-me Porque - Shirley Carvalhaes - Trompete
- 1992 - Nazareno - J. Neto - Metais